# ロバート・モラン
ロバート・モラン（英語: Robert Moran, 1937年1月8日 - ）はアメリカ合衆国の作曲家。オペラ、バレエ音楽の他に、多数の管弦楽作品、声楽曲、室内楽曲、それにダンス作品を手掛けている。

## 経歴
コロラド州デンバーの出身。ウィーンに留学後、カリフォルニア州オークランドのミルズ・カレッジ（en:Mills College）でマスター・オブ・アーツ（MA, en:Master of Arts (postgraduate)）の学位を得る。ウィーン、ミラノ、オレゴン州ポートランド、カリフォルニア州サンフランシスコに2、3ヶ月から2年の期間で住んだ後、1984年以降はペンシルベニア州フィラデルフィアに居を構えている。
モランの作品の多くは録音はされているが印刷されたものは何もない。しかし、いくつかの作品はクラシックのMIDIアーカイヴにMP3形式で手に入る（）。

## 作品

### オペラ
- The Juniper Tree（レダマの木、1985年）フィリップ・グラスとの合作。グリム兄弟の童話に基づく。
- 薔薇の砂漠（Desert of Roses, 1992年2月初演）グランド・オペラ・ヒューストンのための作品。
- From the Towers of the Moon（月の塔から、1992年3月初演）ミネソタ・オペラのための作品。
- ドラキュラ・ダイアリー（The Dracula Diary, 1994年）
- Night Passage（1995年）

### バレエ
- Rocky Road to Kansas（1995年）
- Kreaturen（2000年）

### その他の作品
- オルガンのために（1967年）
- Thirty Nine Minutes for Thirty Nine Autos（39台の自動車のための39分、1969年8月） - サンフランシスコのダウンタウンの10万人の人々のための作品。
- Hallelujah（ハレルヤ、1971年4月） - ペンシルベニア州ベスレヘムの7万人の人々のための作品。
- Emblems of Passage（1974年）
- The Eternal Hour（1974年）
- Pachelbel Promenade
- Waltz in Memoriam Maurice Ravel（モーリス・ラヴェルの追憶のためのワルツ、1977年）
- アルバニア上空10マイル（Ten Miles High Over Albania, 1983年）
- Three Dances（3つのダンス、1983年/1986年）
- Survivor From Darmstadt（1984年）
- Open Veins（1986年）
- Halicarnassian Quartet
- Leipziger Kerzenspiel
- Requiem: Chant Du Cygne（1990年3月） - モーツァルトの『レクイエム』に基づく。
- Points of Departure
- Seven Sounds Unseen（1993年） - ジョン・ケージのテキストによる20声のための作品。
- 32 Cryptograms for Derek Jarman（デレク・ジャーマンのための32の暗号、1995年）
- Obrigado（1996年）
- Voce Della Fontana（1998年）
- Three Baroque Songs（3つのバロック歌曲、2000年）